# The Colour and the Shape
The Colour and the Shape är Foo Fighters andra studioalbum, utgivet den 20 maj 1997. Det producerades av Gil Norton och innehåller singlarna "Monkey Wrench", "Everlong", "My Hero" och "Walking After You". Albumet utgavs på CD, LP och kassettband.
The Colour and the Shape nådde bland annat första plats på Australian Alternative Albums och tredje plats på UK Albums Chart.

## Låtlista
Alla låtar är skrivna och komponerade av Dave Grohl, Nate Mendel och Pat Smear utom "Enough Space", "Everlong" och "Walking After You" av Grohl. 
| Nr           | Titel             | Text         | Musik        | Längd |
| ------------ | ----------------- | ------------ | ------------ | ----- |
| 1.           | Doll              |              |              | 1:23  |
| 2.           | Monkey Wrench     |              |              | 3:51  |
| 3.           | Hey, Johnny Park! |              |              | 4:08  |
| 4.           | My Poor Brain     |              |              | 3:33  |
| 5.           | Wind Up           |              |              | 2:32  |
| 6.           | Up in Arms        |              |              | 2:15  |
| 7.           | My Hero           |              |              | 4:20  |
| 8.           | See You           |              |              | 2:26  |
| 9.           | Enough Space      |              |              | 2:37  |
| 10.          | February Stars    |              |              | 4:49  |
| 11.          | Everlong          |              |              | 4:10  |
| 12.          | Walking After You |              |              | 5:03  |
| 13.          | New Way Home      |              |              | 5:40  |
| Total längd: | Total längd:      | Total längd: | Total längd: | 46:57 |

## 10th Anniversary Editionbonusskiva
1. "Requiem" (Killing Joke-cover) – 3:33
2. "Drive Me Wild" (Vanity 6-cover) – 3:25
3. "Down in the Park" (Gary Numan-cover) – 4:07
4. "Baker Street" (Gerry Rafferty-cover) – 5:39
5. "Dear Lover" – 4:32
6. "The Colour and the Shape" – 3:22

## Musiker
- Dave Grohl – gitarr, trummor, sång
- Nate Mendel – elbas
- Pat Smear – gitarr
- William Goldsmith – trummor på låtarna "Doll", "Up In Arms" och "My Poor Brain"